# حسن پاشا
حسن پاشا (عربی: حسن باشا، گرجی: ჰასან ფაშა؛ ۱۶۵۷–۱۷۲۳) فرمانروای بغداد از ۱۷۰۴ تا زمان مرگش در ۱۷۲۳ و نیز بنیان‌گذار دولت مملوک عراق بود. او گرجی‌تبار بود و جانشین وزیر علی پاشا شد. پس از مرگ حسن، پسرش احمد پاشا جانشین او شد.

## زندگی
در آغاز قرن هجدهم، بغداد تحت سلطهٔ امپراتوری عثمانی دارای نظام سیاسی به‌شدت آشفته‌ای بود. ینی‌چری‌ها به همراه قبیله‌های گوناگون عرب عملاً حاکمان شهر بودند که اطراف عراق عثمانی را کنترل می‌کردند. تجارت و صلح نیز دستخوش آسیب شد. بغداد و بصره در سیستم سالیانه قرار گرفتند که در آن مالیات به فرمانداران داده می‌شد. جنگ‌های همیشگی با ایران صفوی، سلطهٔ عثمانی را بیشتر تضعیف کرده بود. تا دههٔ ۱۷۰۰ وضعیت بدتر شده بود. این منطقه میدان جنگ بین عثمانی و ایران بود. به این ترتیب، حسن پاشا در سال ۱۷۰۴ از سوی قسطنطنیه برای ایجاد ثبات در منطقه به فرمانداری منصوب شد. حسن پاشا در سال ۱۶۵۷ از یک سپاهی متعلق به مراد چهارم به دنیا آمد. او به خوبی تحصیل کرده بود و خود را در ایالت‌های گوناگون در سرتاسر امپراتوری برجسته کرده بود. پاشا به همراه پسرش احمد، کار خود را با جنگ علیه نیروهای ایرانی و دفاع از منطقه آغاز کردند.
این دو عهده‌دار بازپس‌گیری عراق عثمانی بودند. حسن به همراه پسرش قبایل عرب و کرد را شکست داد و نظم و قانون را وضع کرد. گزارش‌های این مبارزه به خوبی در وقایع‌نگاری عراق در آن دوران، و همچنین بسیاری از نبردها در آن دوره، ثبت شده است. پس از این، حسن شروع به ساختن خانه‌ها و مدارس کرد و فرصت‌های شغلی جدیدی برای علمای مسلمان سنی بغدادی فراهم کرد تا در آنها تحصیل کنند. پسرش احمد پاشا از پدرش الگو می‌گرفت.
حسن پاشا به زیارتگاه‌های اسلامی نجف و کربلا علاقه‌مند شد. او در سال ۱۷۰۵ برای زیارت حرم امام حسین که آرامگاه حسین بن علی در آن‌جا بود، به کربلا رفت. او همچنین به زیارت حرم عباس بن علی که آرامگاه عباس بن علی برادر حسین بود نیز رفت. حسن کربلا را به عنوان نقطه آغازی برای احیای شهرهایی که اکنون بر آن حکومت می‌کرد، برگزید. او دستور داد مجاری کربلا را پاکسازی کنند و قلعه خان الحمد در جاده کربلا و نجف که کاروانسرا است را بازسازی کرد.

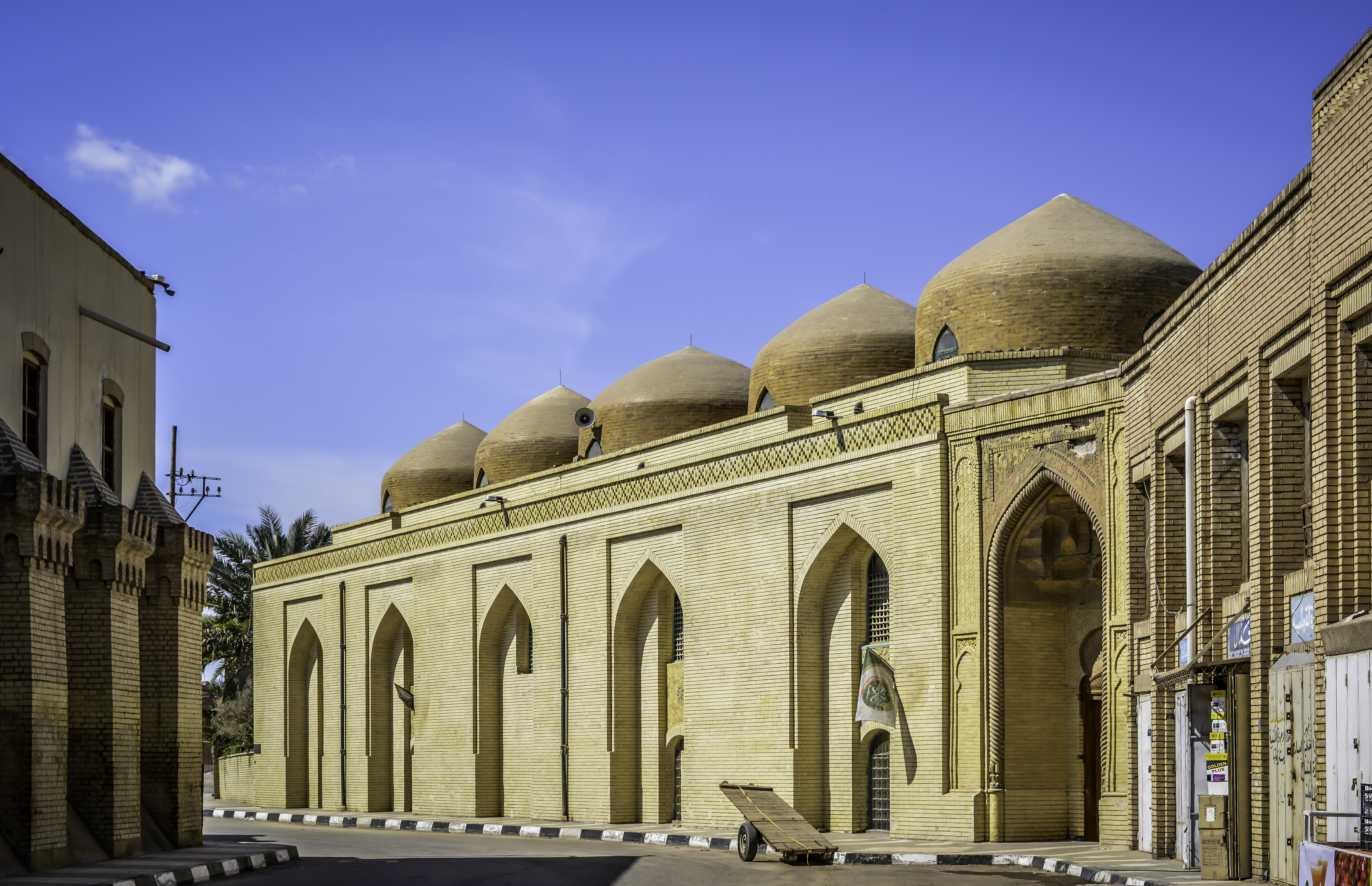
مسجد السرای

حکومت حسن پاشا در عراق دوران جدیدی از ثبات را به ارمغان آورد. او در بغداد، نیروهای مملوک چرکس و گرجستان را آموزش داد و معرفی کرد تا ینی‌چری‌ها را تحت کنترل داشته باشند و از شهر در برابر تهدیدات احتمالی ایران محافظت کنند. این امر عملاً پایه‌های حکومت سلسله ممالیک را بر عراق عثمانی گذاشت که تا سال ۱۸۳۱ ادامه داشت. نظم در زمان حسن پاشا برقرار شد. حسن پاشا مالیات هیزم و مواد غذایی را لغو کرد و دستور ساخت بسیاری از پروژه‌های ساختمانی را داد. این کارها شامل ساخت بسیاری از خانه‌ها با الهام از پیشینهٔ خود او و تجدید مسجد باستانی السرای است که نام جدیدی، یعنی مسجد حسن پاشا، به آن داده می‌شود. محلی که حسن پاشا در آن اداره خود را تأسیس کرد و مسجد السرای نیز در آن قرار دارد، به افتخار وی «محل حسن پاشا جدید» نامیده شد.

## خانواده
حسن پاشا با عایشه خانم، دختر یکی از درباریان عثمانی ازدواج کرد. آنها یک پسر به نام احمد پاشا و حداقل دو دختر به نام‌های فاطمه خانم و صفیه خانم داشتند. عایشه در سال ۱۷۱۷ درگذشت. حسن پاشا در سال ۱۷۲۳ درگذشت و در اعظمیه دفن شد. پسرش احمد پاشا جانشین حسن شد و زیرساخت‌های او را گسترش داد. خاندان مملوک تا سال ۱۸۳۱ حکمرانی کردند.

## میراث
ممالیک عراق نمونهٔ نادری در تاریخ از به قدرت رسیدن بردگان با جانشینی است. حسن پاشا صدها کودک بردهٔ گرجی را خریداری کرد و آن‌ها را برای انجام خدمات دولتی به امپراتوری عثمانی، آموزش داد. یکی از این‌ها سلیمان پاشا ابولیله بود که بعدها با آدیله خاتون نوه حسن پاشا ازدواج کرد و فرماندار بغداد شد. از حسن به خاطر دستاوردهایش در بغداد و ایجاد ثبات در عراق عثمانی یاد می‌شود. بسیاری از پاشاهای مملوک آینده راه او و پسرش را دنبال کردند.